# Tunapuy
Tunapuy es una población venezolana capital del Municipio Libertador del Estado Sucre. Se haya a orillas del Río Tunapuy a 110 m s. n. m..  

## Historia
El valle estaba ocupado originalmente por los indígenas guaraúnos y pariagotos, quienes le dieron nombre al lugar por el río Tunapui o Tunapuna, que en su lengua caribe significa “lugar de río”, “agua de remanso” o “sitio de manantial”.
Con el afán de afianzarse en la península de Paria a mediados del siglo siglo xviii, los capuchinos aragoneses, en su labor de adoctrinamiento y colonización, terminaron por asentarse en la costa septentrional de Paria. Según Aguilera (1991), allí, en el sitio de Tacarigua, fundaron en 1749 la misión de El Salvador Transfigurado con 17 familias aborígenes. Por tratarse de un lugar inhóspito, sus habitantes migraron hasta Unare, donde fray Manuel de la Mata estableció la misión de San Juan Bautista de Tunapuy, a orillas del río del mismo nombre, en un valle llano, saludable y ameno, apto para diversos cultivos, entre ellos el cacao y el tabaco.
Hacia mediados del siglo xviii, inmigrantes corsos comenzaron a abrir casas comerciales, como la Casa Franceschi, que incluso acuñó su propia moneda en Italia, y la Casa Graziani, emparentada con los Pérez Bulbos, los Capechi, los Braconis, los Prosperi, los Leonaldi y los Lamperani.
La iglesia parroquial fue construida en 1786, bajo la advocación de San Juan Bautista, patrono de la ciudad. En sectores como Los Arroyos se conserva la tradición de elaboración de tabacos artesanales. Consuelo Brito elabora uno de los mejores tabacos de la zona: “Utilizo yuca en almidón para pegarlos y la idea es que no queden apretados”.
La sabana Venturini es ideal para la cría de búfalos. Wilfried Merle, quien llegó hace más de 40 años a las costas de Paria desde Alemania, comenzó cultivando arroz, trabajando con ganado vacuno y enseñando como instructor en una escuela de formación agropecuaria. Posteriormente introdujo búfalos de agua provenientes de la India y de Trinidad. Su iniciativa dio origen al Campamento Río de Agua, donde actualmente se desarrolla una importante producción de búfalos.
La población actual es de 13 461 habitantes y su extensión territorial es de 280 km². Es sede de los poderes políticos: alcaldía, concejo municipal, prefectura y OAC.
También es sede de la parroquia eclesiástica, que no solo abarca los poblados dentro de su jurisdicción, sino que atiende espiritualmente a las comunidades de Guaraúno, Tunapuicito y Los Arroyos.

## Economía
Su economía se basa en la agricultura: cultivos de cacao, ocumo chino, aguacate, maíz, auyama y frutas así como la cría de búfalos, entre otros. Los lugareños dicen que “el mejor aguacate es de Tunapuy”.

## Turismo
El turismo también está ocupando un sitio importante dentro de sus actividades.
Al sur se encuentra la Sabana Venturini. Es una llanura totalmente plana y permanece inundada casi todo el año. Sobre esta sabana está la mayor cría de búfalos de la región. Sus canales pueden ser recorridos en canoas y se puede llegar de esa manera hasta el Parque nacional Turuépano.

## Gastronomía
En el poblado de Tunapuy hay muchos sitios donde comer, ellos son especialistas en pollo asado. Lo preparan en muchos lugares al aire libre. También hacen empanadas. También puedes degustar en el mercado municipal de Tunapuy con arepas asadas con cochino frito, pescado frito, pollo frito, chorizo frito o morcilla frita.
- Datos: Q3542070